# 哀帝 (唐)
哀帝（あいてい）は、唐朝の第23代（最後）の皇帝。昭宗の九男。昭宣帝（しょうせんてい）とも呼ばれる。また唐の皇帝としては2人目（追尊を除く）の、廟号を贈られなかった皇帝であった。

## 生涯
初めは輝王（きおう）に封じられる。名は祚（そ）だったが、即位後に祝（しゅく）と改めている。
904年4月に父の昭宗が朱全忠により殺害されると、その朱全忠により擁立された。
しかし、禅譲のためだけに即位させられたに過ぎず翌905年2月には徳王李裕・棣王李祤・虔王李禊・沂王李禋・遂王李禕・景王李祕・祁王李祺・雅王李禛・琼王李祥ら、自身の兄弟9人が朱全忠の開いた偽りの宴会にて殺害されると、さらに6月には貴族層であった唐の朝臣も粛清された（白馬の禍）。
こうして朝廷を完全に掌握した朱全忠により、907年に哀帝は朱全忠への禅譲を余儀なくされた。こうして唐王朝は滅亡した。禅譲後は朱全忠により後梁の済陰王に封じられたが、翌908年に後難を恐れた太祖朱晃（朱全忠より改名）によって曹州の済陰宮で毒殺された。享年17。